# サンキュー・スモーキング
『サンキュー・スモーキング』（Thank You for Smoking）は、2005年のアメリカ合衆国の風刺コメディ映画。クリストファー・バックリーの小説『ニコチン・ウォーズ』を原作とするジェイソン・ライトマン監督、アーロン・エッカート主演作品。
本作は煙草が主題となっているが、決して喫煙を推奨する作品として描かれておらず、煙草の箱は出てくるものの、主人公及び全てのキャストが煙草を吸うシーンは一切出てこない。全体に軽快でコミカルにストーリーは進むが、ブラック・ユーモア的な表現も多い。

## ストーリー
ニックは、タバコ業界によって設立されたタバコ研究所の広報部長を務めており、喫煙者たちの権利を守るために、またタバコと健康悪化とに因果関係がないことを世間に信じさせるために、日々奮闘していた。彼は、巧みな話術で人々を丸め込むことから、「情報操作の王」とさえ呼ばれていた。そのため、業界の大物キャプテンは、自家用機を使用させるほど、彼を目にかけている。彼は、私生活では離婚し、世間からは厳しい目を向けられ、嫌われているが、再婚した妻の元にいる一人息子のジョーイだけは、ニックを尊敬している。
ニックは、嫌煙派のフィニスター上院議員が、タバコのパッケージにドクロマークを付けるように働きかけていることを知り、息子ジョーイとハリウッドに飛び、ハリウッド映画に喫煙シーンを盛り込むようプロデューサーに働きかける。一方で、タバコ被害を訴える初代マルボロ・マンの俳優に、金を受け取らせる工作もする。そんなニックの密かな楽しみは、同じく嫌われ者の銃器産業、アルコール業界の広報担当との飲み会と巨乳の美人記者ヘザーとの逢瀬だった。
ある日、ヘザーの勤める「ワシントン・プローブ」紙の記事を読み、ニックは驚愕する。それは、彼がピロートークで語った裏事情が全て書かれた暴露記事だった。

## キャスト
※括弧内は日本語吹替
- ニック・ネイラー: アーロン・エッカート（山路和弘）
- ポリー・ベイリー: マリア・ベロ（宮寺智子）
- ジョーイ・ネイラー: キャメロン・ブライト（甲斐田ゆき）
- ボビー・ジェイ・ブリス: デヴィッド・ケックナー（後藤哲夫）
- ジェフ・マゴール: ロブ・ロウ（東地宏樹）
- ジャック・バイン: アダム・ブロディ
- ローン・ラッチ: サム・エリオット（有川博）
- ヘザー・ホロウェイ: ケイティ・ホームズ（魏涼子）
- オートラン・フィニスター上院議員: ウィリアム・H・メイシー（麦人）
- BR: J・K・シモンズ（稲葉実）
- ザ・キャプテン: ロバート・デュヴァル（池田勝）
- ジル・ネイラー: キム・ディケンズ（斎藤恵理）
- パール: コニー・レイ
- ロン・グード: トッド・ルイーゾ（英語版）
- 誘拐犯: ジェフ・ウィツケ
- 教師: マリアン・ミューラーリール（英語版）
- デニス・ミラー: 本人

## スタッフ
- 脚本・監督: ジェイソン・ライトマン
- 製作: デイヴィッド・O・サックス（英語版）
- 原作: クリストファー・バックリー（英語版）
- 製作総指揮: ピーター・ティール、イーロン・マスク、マックス・レヴチン、マーク・ウールウェイ、エドワード・R・プレスマン、ジョン・シュミット、アレッサンドロ・ケイモン、マイケル・ビューグ
- 撮影監督: ジム・ウィテカー
- 美術: スティーヴ・サクラド
- 編集: デイナ・E・グローバーマン
- 共同製作総指揮: デイヴィッド・J・ブルームフィールド
- 共同製作: ダニエル・ブラント、ダニエル・デュビッキ、ミンディ・マリン、マイケル・R・ニューマン
- 音楽: ロルフ・ケント
- 音楽監修: ピーター・アフターマン、マーガレット・イェン
- 衣装: ダニー・グリッカー
- キャスティング: ミンディ・マリン

## トリビア
- この映画がトロント映画祭で公開されたとき、ケイティ・ホームズとアーロン・エッカートのラブシーンが存在していたが、サンダンス映画祭での上映の際はカットされていた。このことについてマスコミがトム・クルーズがそのシーンをカットするよう要請したとの噂が流れたが、ジェイソン・ライトマン監督は「技術的な問題」と否定した[2]。